# Parc national Weerribben-Wieden
Le parc national Weerribben-Wieden (en néerlandais Nationaal Park Weerribben-Wieden) est un parc national des Pays-Bas, situé dans la province de l'Overijssel. Il est proche de la commune de Steenwijkerland. Le parc national est la plus grande tourbière du nord-ouest de l'Europe. Créé en 1992, il a une superficie d’environ 100 kilomètres carrés. Il est agrandi en 2009 dans les régions de Weerribben et De Wieden.

## Description
La végétation et la faune sont typiques d’une telle région, pleine de tourbe et d’eau. De grandes parties de la région ont été utilisées pour la production de tourbe jusqu’à la Seconde Guerre mondiale. Les espèces résidentes comprennent la guifette noire, le grand brochet et, récemment, la loutre. 
Des villages comme le pittoresque Giethoorn et des villes comme Blokzijl et Vollenhove sont importants pour le tourisme et les loisirs.
La zone est gérée par la grande organisation privée de conservation de la nature néerlandaise, Natuurmonumenten. 

## Galerie

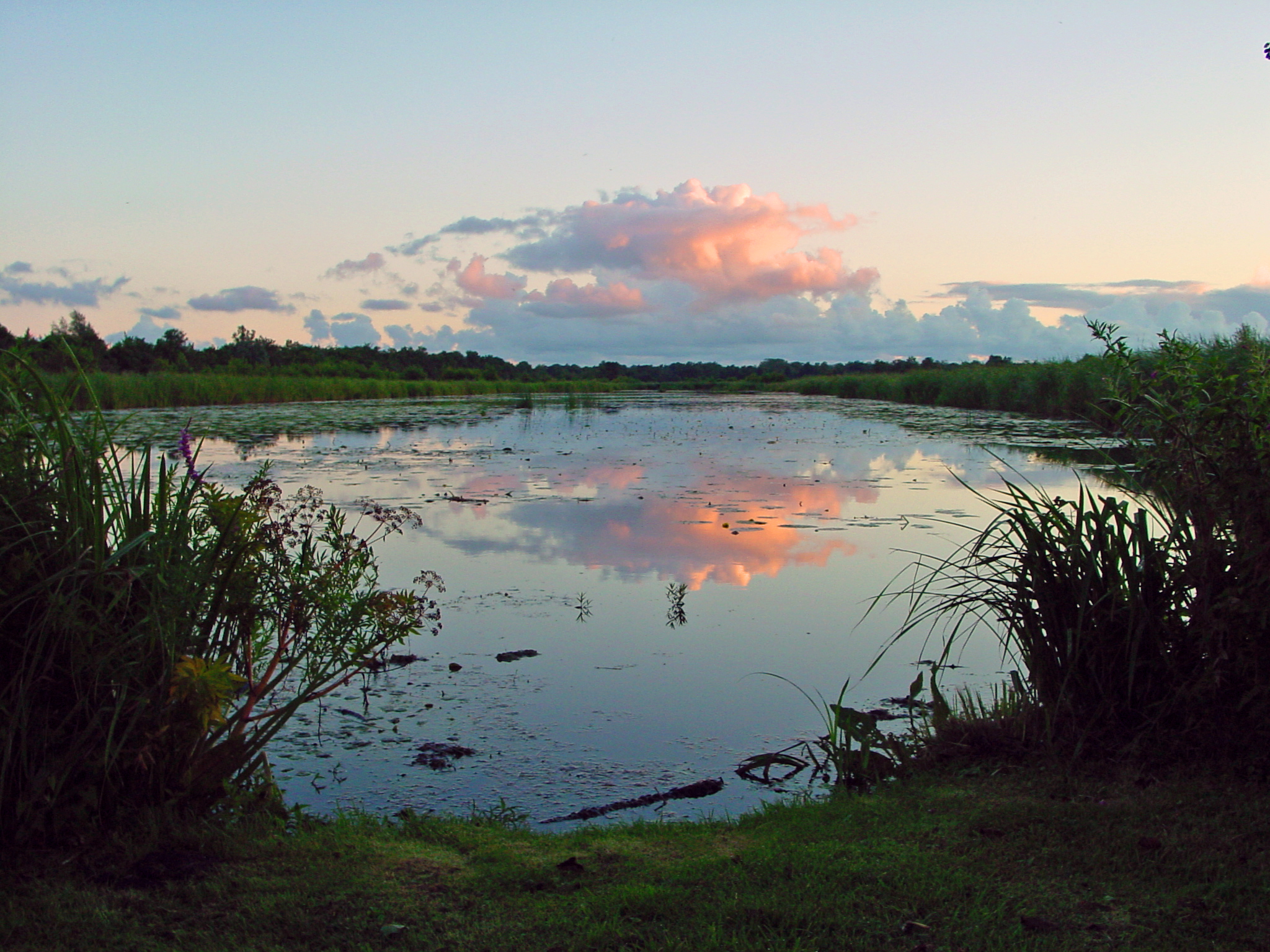
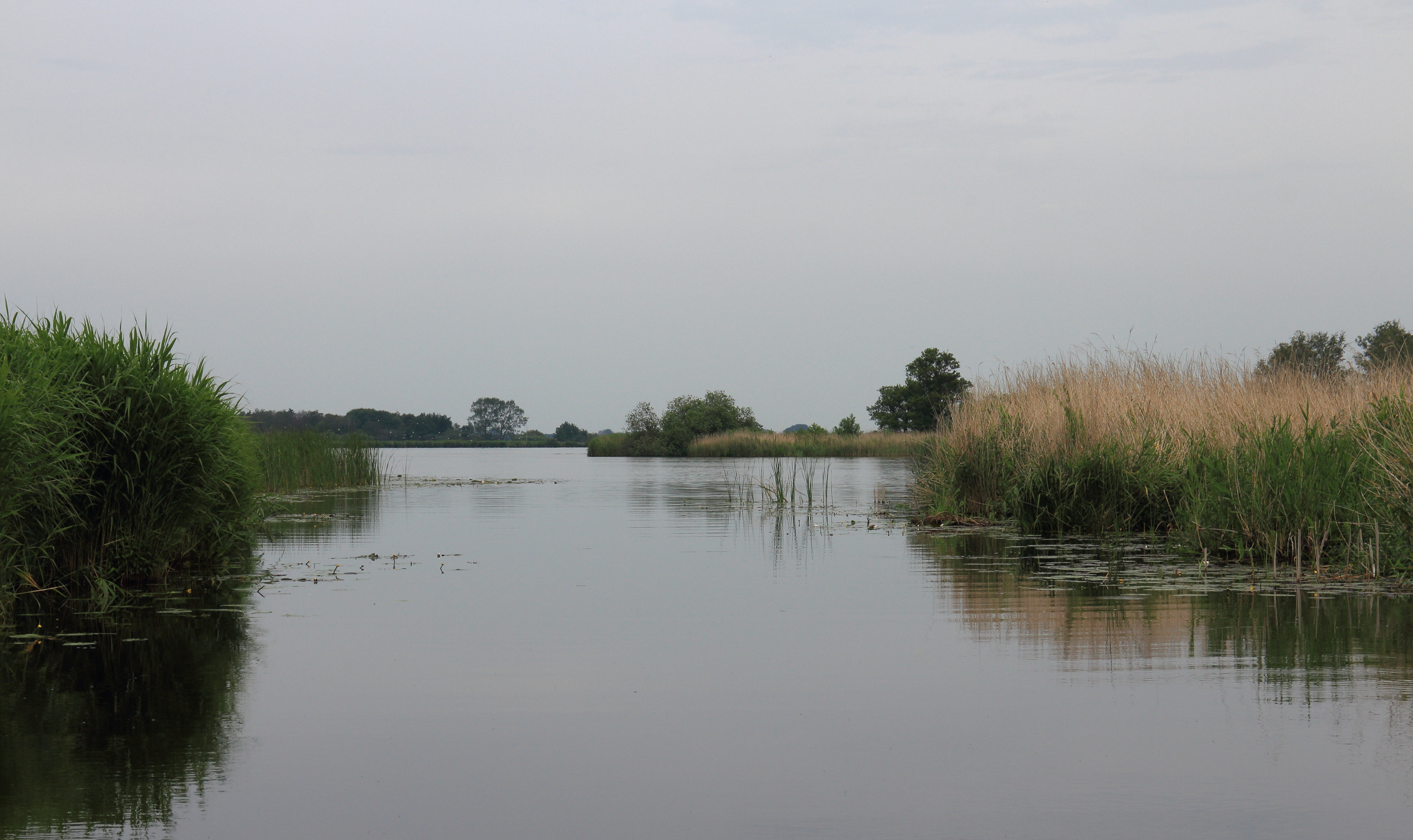
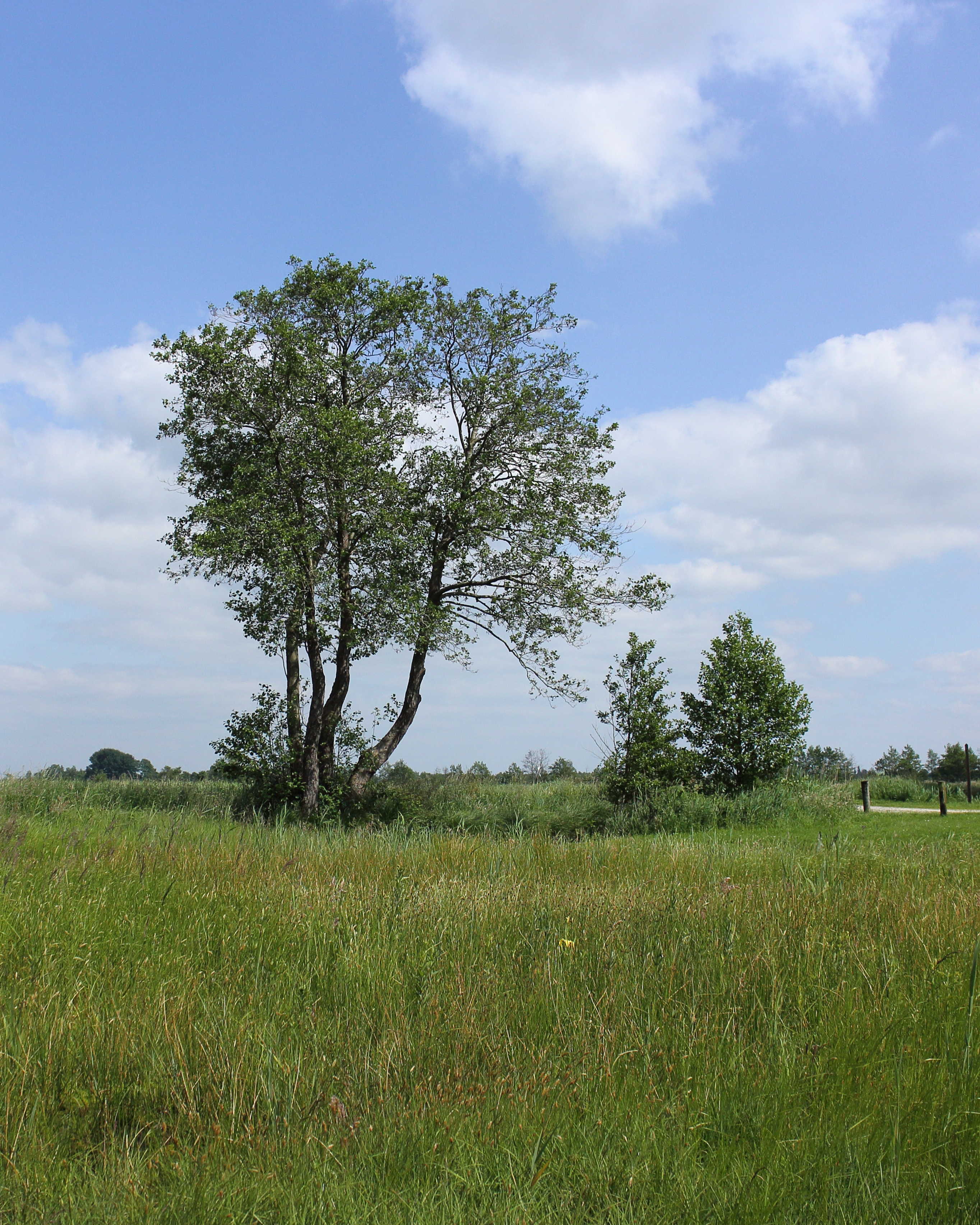
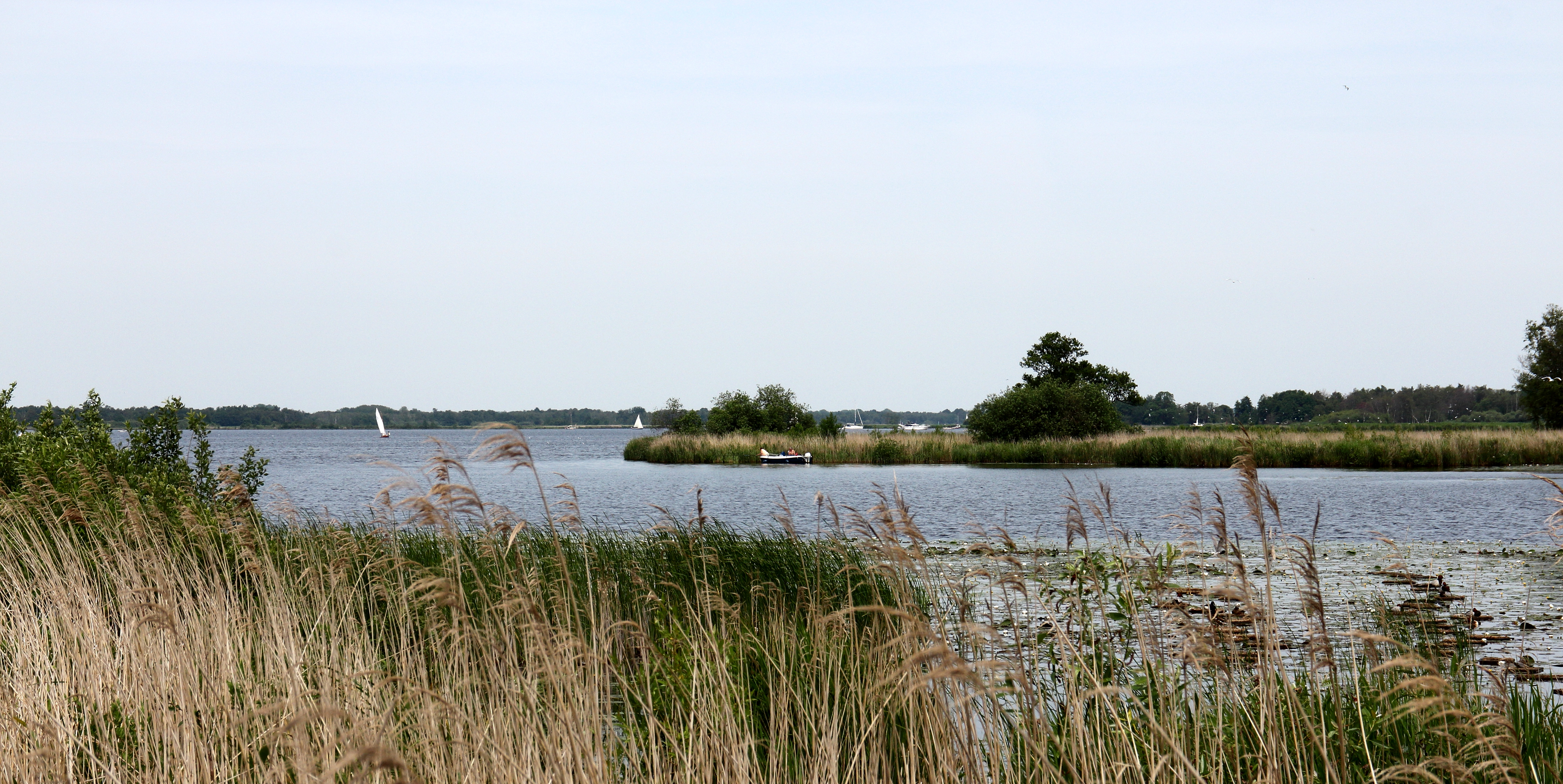
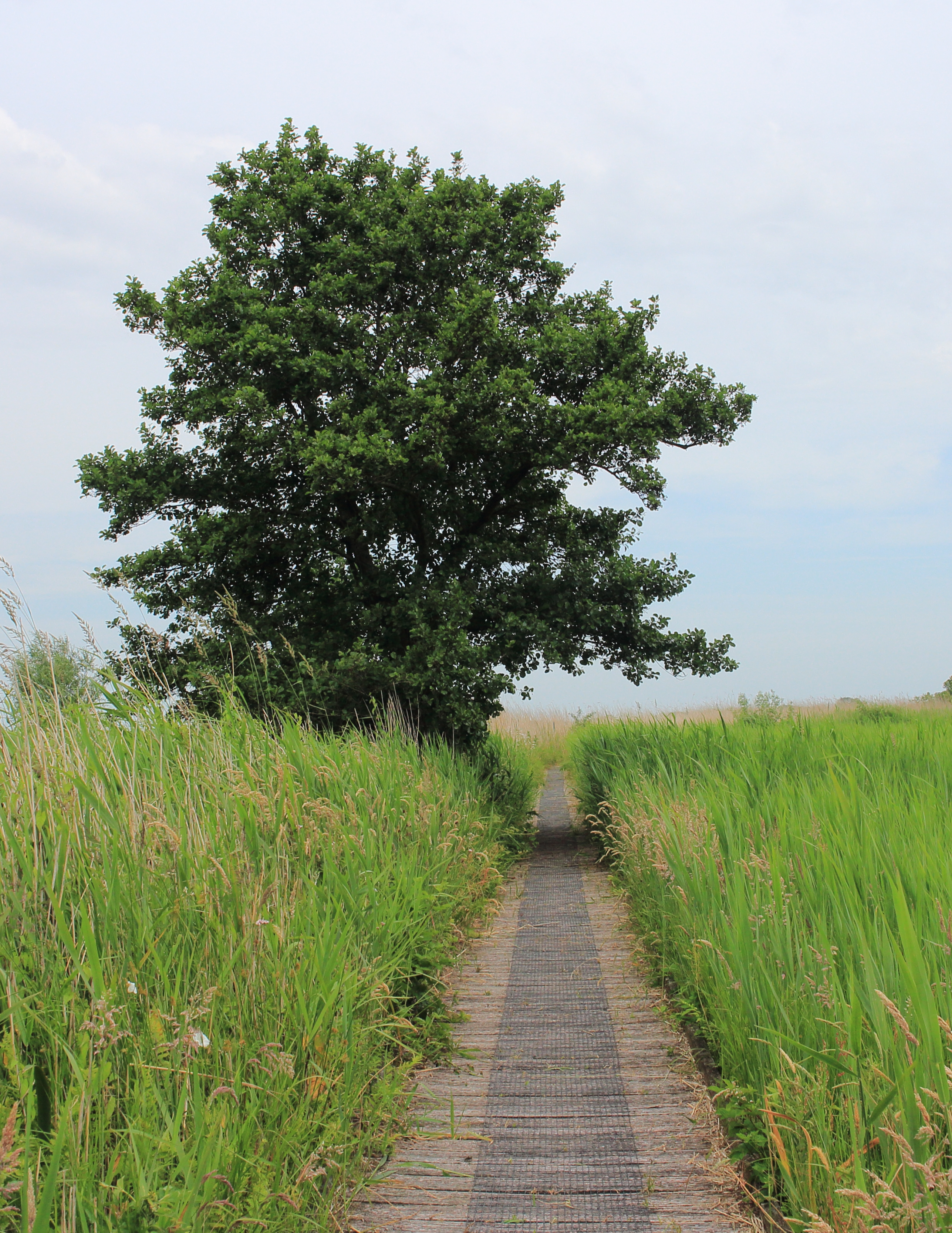
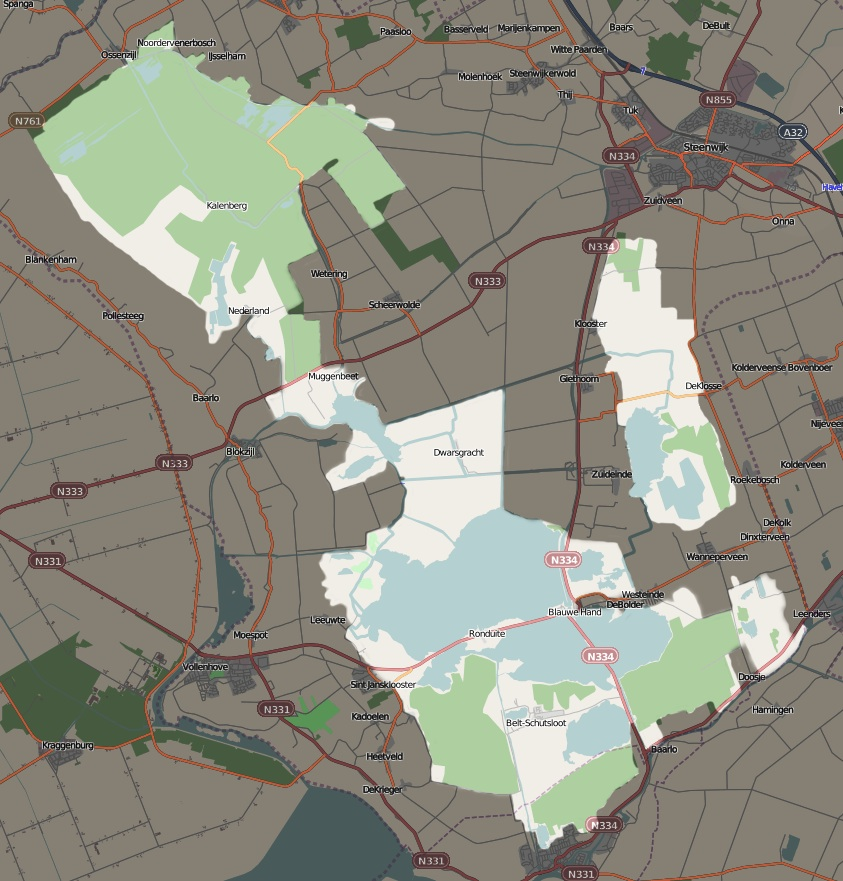